# 레옹 브룅스비크
레옹 브룅스비크( 프랑스어: [leɔ̃ bʁœ̃svik] ; 1869년 11월 10일 – 1944년 1월 18일)는 프랑스의 관념론 철학자이다. 그는 1893년 자비에 레온(Xavier Leon), 엘리 알레뷔와 함께 Revue de métaphysique et de More를 공동 설립했다.
그는 유대인 가정에서 태어났다.
1895년부터 1900년까지 그는 루앙의 Lycée Pierre Corneille에서 가르쳤다. 1897년 그는 La Modalité du jugement라는 제목으로 논문 을 완성했다. 1909년에 그는 소르본 대학의 철학 교수가 되었다. 그는 프랑스에서 여성 참정권 을 지지하는 주요 운동가인 세실 칸( Cécile Kahn)과 결혼하여 4명의 자녀를 두었다.
소르본에 있는 동안 그는 시몬 드 보부아르의 석사 논문(라이프니츠의 사상에 관한)의 지도교수였다.
나치에 의해 소르본에서 자신의 위치를 떠나야 했던 브룬슈빅은 프랑스 남부로 도피하여 그곳에서 74세의 나이로 사망했다. 숨어있는 동안 그는 몽테뉴, 데카르트, 파스칼에 대한 연구를 저술했다. 그는 프랑스 해방 후 사후에 출판된 그의 십대 손녀에게 헌정된 철학 매뉴얼을 Héritage de Mots, Héritage d'Idées라는 제목으로 작성했다. 데카르트에 대한 그의 재해석은 새로운 관념론의 토대가 되었다.
그는 철학을 "마음의 체계적인 자기 반성"으로 정의하고 판단에 중심 역할을 부여했다.